# Salvador Jarque Esteban
Salvador Jarque Esteban (La Vall d'Uixó, 6 d'abril de 1930) va ser un ciclista valencià que va córrer durant la dècada de 1950. En el seu palmarès destaquen dues victòries d'etapa a la Volta a Catalunya, el 1953, amb final a Organyà, i el 1956, amb final a la seva vila nadiua.
El seu fill Salvador, també fou ciclista professional.

## Palmarès
- 1953
  - Vencedor d'una etapa a la Volta a Catalunya
- 1956
  - Vencedor d'una etapa a la Volta a Catalunya

### Resultats a la Volta a Espanya
- 1955. 58è de la classificació general